# Acido paullinico
L'acido paullinico  è un acido grasso lineare con 20 atomi di carbonio e 1 doppio legame in configurazione cis, in posizione 13=14, descritto in notazione delta come 20:1Δ13c  e con formula di struttura: 
CH3-(CH2)5-C=C-(CH2)11-COOH. 
Il suo nome IUPAC è: Acido 13Z icosaenoico 
È considerato un acido grasso ω-7. 
Individuato per la prima volta dal olio di semi del Guaranà, Paullinia cupana, da cui ha preso il nome,  si trova ad alte concentrazioni (≈ 35%) nell'olio di Paullina elegans ed è stato isolato anche dall'olio di altre Sapindaceaee nell'olio di colza.